# Lingua braj bhasha
La lingua braj bhasha, (devanagari : ब्रज भाषा), anche denominata brij bhasha, (बॄज भाषा), brak bhakha, (ब्रज भाखा) o dehaati zabaan,  (देहाती ज़बान), appartiene al gruppo delle lingue indoarie ed è parlata da più di mezzo milione di persone nella regione di Mathura nell'Uttar Pradesh. Si tratta della lingua letteraria predominante fino al XIX° secolo, in buona parte  dell'India. Il braj basha è simile all'awadhi parlato nella vicina regione dell'Awadh.
La Mitologia indiana fa nascere Krishna a Mathura, e quindi il braj bhasha venne impiegato dal XVI° al XVII° secolo nella letteratura devozionale consacrata a questo avatar di Visnù. La poesia dell'India è stata perciò contrassegnata dal Braj Basha avendo Krhisna ispirato molti autori.
Si tratta anche di una lingua molto importante nel Sikhismo; in quanto si tratta del linguaggio utilizzato dal Guru Amar Das e dal Guru Arjan, due dei guru fondatori di questa religione. Un bhagat (divulgatore) del sikhismo, Bhai Surdas, la utilizzava regolarmente.